# Mésanger
 Mésanger  es una población y comuna francesa, situada en la región de los Países del Loira, departamento de Loira Atlántico, en el distrito de Ancenis y cantón de Ancenis.

## Demografía
| 1829 | 1839 | 2051 | 2717 | 3068 | 3133 |
| Para los censos de 1962 a 1999 la población legal corresponde a la población sin duplicidades (Fuente: INSEE [Consultar]) |      |      |      |      |      |